# Umberto Ricci
Umberto Ricci (Capurso, 13 novembre 1878 – Roma, 3 ottobre 1957) è stato un funzionario e politico italiano.

## Biografia
Laureatosi in giurisprudenza all'Università di Bologna, nel 1900 entrò nella carriera amministrativa del Ministero dell’interno, assegnato a Bari, Ancona e Zara. Nel 1922 venne nominato capo della divisione della polizia giudiziaria del ministero.
Durante gli anni del fascismo fu prefetto in alcune città dell'Italia settentrionale:
- Pavia (23 marzo - 31 dicembre 1924)
- Udine (31 dicembre 1924 - 7 maggio 1926)
- Bolzano (1º dicembre 1926 - 2 settembre 1928)[2]

Già capo gabinetto del capo della polizia, mantenne il proprio incarico anche con la nomina di Emilio De Bono, che lo riconfermò nel suo incarico. Iscritto al Partito Nazionale Fascista dal 1º giugno 1926. Ricoprì anche cariche ai vertici di alcune enti legati ai Lavori Pubblici (consigliere di amministrazione nel Consorzio per le opere pubbliche, presidente della Società per il risanamento di Napoli). Fu Commissario prefettizio del Comune di Torino dall’8 settembre 1928 all’11 febbraio 1929. Quindi fu prefetto di Torino (3 agosto 1930 - 31 agosto 1933).
Divenuto direttore generale dell'Amministrazione civile, fu nominato senatore del Regno il 22 aprile 1939. 
Dopo la destituzione di Mussolini il 25 luglio 1943, fu nominato Ministro dell'interno nel primo governo Badoglio dal 9 agosto 1943 all'11 febbraio 1944. Nei giorni precedenti l'8 settembre del 1943 destituì una serie di prefetti troppo legati al vecchio regime. Abbandonato a Roma allorquando il re Vittorio Emanuele III e Badoglio si diedero alla fuga in seguito all'annuncio dell'armistizio con gli Alleati, fu il sottosegretario Vito Reale a gestire gli affari interni da Brindisi fino alla sua nomina a ministro nel febbraio 1944, per evidente impossibilità di Ricci ad operare.
Al termine del suo dicastero, fu deferito all'Alta Corte di Giustizia per le Sanzioni contro il Fascismo nell'agosto 1944, richiesta rigettata nel giugno 1945.